# Stemodiopsis
Stemodiopsis es un género con doce especies de plantas de flores perteneciente a la familia Scrophulariaceae.

## Taxonomía
El género fue descrito por Adolf Engler y publicado en Annuario del Reale Istituto Botanico di Roma 7: 25. 1897. La especie tipo es: Stemodiopsis rivae Engl. 

## Algunas especies
- Stemodiopsis buchanani
- Stemodiopsis eylesii
- Stemodiopsis glandulosa
- Stemodiopsis glomeratus
- Stemodiopsis humilis